# Cadre-47/1-Europameisterschaft 1980

Logo CEB (ausrichtender Verband)

Veranstaltungsort: Terneuzen

Die Cadre-47/1-Europameisterschaft 1980 war das 21. Turnier in dieser Disziplin des Karambolagebillards und fand vom 13. bis zum 16. Dezember 1979 in Terneuzen, in der niederländischen Provinz Zeeland, statt. Die Meisterschaft zählte zur Saison 1979/1980. Es war die achte Cadre-47/1-Europameisterschaft in den Niederlanden.

## Geschichte
Mit seinem Sieg in Terneuzen zog der Belgier Ludo Dielis mit dem Berliner Dieter Müller gleich und wurde zum dritten Mal Europameister im Cadre 47/1. Er verlor nur gegen Hans Vultink in zwei Aufnahmen, in der der Niederländer mit 300 den Europarekord in der Höchstserie einstellte. Zweiter wurde Francis Connesson, für den die unnötige Niederlage gegen Dielis den Ausschlag gab. Connesson hatte nach zwei Aufnahmen bereits 287 Punkte und verlor noch mit 290:300 in 4 Aufnahmen. Seinen dritten Platz, den er auch bei seiner ersten Cadre 47/1-EM erreichte, bestätigte der Velberter Thomas Wildförster. Er verlor nur gegen die beiden vor ihm platzierten Spieler.

## Turniermodus
Es wurde im Round Robin System bis 300 Punkte gespielt. Bei MP-Gleichstand wird in folgender Reihenfolge gewertet:
1. MP = Matchpunkte
2. GD = Generaldurchschnitt
3. HS = Höchstserie

## Abschlusstabelle
| MP    | Match Points (Sieger = 2; Unentschieden = 1; Verlierer = 0) |
| Pkte. | Erzielte Karambolagen                                       |
| Aufn. | Benötigte Versuche                                          |
| GD    | Generaldurchschnitt                                         |
| BED   | Bester Einzeldurchschnitt eines Spielers                    |
| HS    | Höchstserie                                                 |
|       | Bester GD des Turniers                                      |
|       | Bester ED des Turniers                                      |
|       | Beste HS des Turniers                                       |
|       | 1. Platz (Gold)                                             |
|       | 2. Platz (Silber)                                           |
|       | 3. Platz (Bronze)                                           |

| Platz                      | Name               | MP   | Pkte. | Aufn. | GD    | BED    | HS  |
| -------------------------- | ------------------ | ---- | ----- | ----- | ----- | ------ | --- |
| 1                          | Ludo Dielis        | 12:2 | 1813  | 47    | 38,57 | 75,00  | 161 |
| 2                          | Francis Connesson  | 11:3 | 2090  | 55    | 38,00 | 60,00  | 260 |
| 3                          | Thomas Wildförster | 10:4 | 1988  | 60    | 33,13 | 100,00 | 229 |
| 4                          | Hans Vultink       | 8:6  | 1749  | 48    | 36,43 | 150,00 | 300 |
| 5                          | Jan Arnouts        | 8:6  | 1689  | 51    | 33,11 | 60,00  | 196 |
| 6                          | Willy Wesenbeek    | 3:11 | 1367  | 74    | 18,47 | 37,50  | 129 |
| 7                          | Franz Stenzel      | 2:12 | 964   | 63    | 15,30 | 21,42  | 100 |
| 8                          | Javier Arenaza     | 2:12 | 828   | 58    | 14,27 | 20,00  | 72  |
| Turnierdurchschnitt: 27,38 |                    |      |       |       |       |        |     |